# Марара (Ферара)
Марара је насеље у Италији у округу Ферара, региону Емилија-Ромања.
Према процени из 2011. у насељу је живело 751 становника. Насеље се налази на надморској висини од 6 м.